# Filhos do Congo
A Associação Comunitaria e Recreativa do Afoxé Filhos do Congo, é uma associação de cunho histórico, criada por escravos bantos trazidos para o Brasil do Reino do Congo, que tornaram-se negros brasileiros formando parte do povo da Bahia.

## Descrição
Esses homens constituíram um patrimônio histórico-cultural que espalham-se pelas ruas de Salvador.
Em 1979, ressurge o atual afoxé Filhos do Congo, constituindo-se numa associação cultural e recreativa que desfila todos os anos no carnaval de Salvador, desde sua recriação.
Os Filhos do Congo está sediado no bairro de Cajazeiras, onde desenvolve atividades sociais e culturais diversas, atuando na educação e orientação de jovens desta comunidade, principalmente daqueles em estado de risco social.
O afoxé constitui uma das manifestações culturais mais longevas do carnaval da Bahia, suas origens remontam o século XIX e é marcante na história de luta e resistência cultural do povo negro. Sua trajetória, significados e sobrevivência é responsável pelo carnaval participativo e exportador de cultura que se desenvolveu na Bahia.
O carnaval baiano evoluiu do entrudo, espécie de brincadeira coletiva na rua, na qual os participantes atiravam uns nos outros água e às vezes detritos. Proibido em 1853, tentou-se sua substituição pelos bailes a fantasia. Estes bailes eram divertimento das elites e uma tentativa de implantar uma cultura de matriz ocidental urbana no Brasil; mas grupos negros tomaram conta das ruas.

## Gerações
São três as gerações dos filhos do congo na cultura negra baiana. O Filhos do Congo de hoje é herdeiro de outras duas entidades que abrilhantaram os carnavais de Salvador. Em sua formação mais antiga era o Congos d’África, um dos afoxés pioneiros da República. O Congos d’Africa, criado no início da década de 1920 era um "colossal candomblé a perambular pelas ruas" que se originou com o Velho Rodrigo (Dodô), nas mediações do Dique do Tororó, lugar sagrado em cujas cercanias havia muitos candomblés. O terreiro de Dodô dedicado a Omolu. já trazia uma marca dos afoxés dedicados ao Congo: tocava em ijexá, ao invés de em congo como seria de se esperar. O Congos d‘África foi sucedido pelo Filhos do Congo no final dA década de 1940 liderado pelo filho de Dodó, tendo desfilado durante alguns anos.
E, finalmente, o Filhos do Congo ressurgiu em 1979 sob a liderança de Ednaldo Santana dos Santos, conhecido a partir de então como Nadinho do Congo. Os afoxés possuem íntimas relações místicas com os terreiros de candomblé e assim, foi Nadinho quem recebeu de seus guias, a missão, de levar às ruas o afoxé que homenageia a contribuição sociocultural dos africanos e seus descendentes, vindos da região africana do Reino do Congo (histórico). O guia do Filhos do Congo que comanda atualmente os destinos da entidade é o Orixá Ogum, ferreiro e senhor da guerra, patrono das artes manuais e inventor das indústrias.

## Objetivos
Suas atividades objetivam educar jovens, preservar e/ou recriar as tradições culturais do nosso negro. Realiza um trabalho de integração e socialização dos jovens utilizando a cultura como patrimônio e fonte educacional fundamentais. Tem desenvolvido pesquisas sobre diversas manifestações culturais acompanhando suas recriações aliado à prática da dança e da música, dois elementos constitutivos da cultura negra, na qual a relação entre corpo humano e ritmo, estruturam diversos níveis de sociabilidade. Este trabalho resultou na formação um grupo de dança e uma banda musical permanentes.
É a única associação cultural carnavalesca no bairro de Cajazeiras, com aproximadamente 500 mil habitantes e luta arduamente contra a carência de atividades que ampliem as perspectivas de integração desta parcela da comunidade ao processo sociocultural e turístico mais amplo que se desenvolve em Salvador. Além de atuar na formação de artistas e desenvolvimento da cultura negra e promover a integração cultural entre as comunidades de Salvador articulando espaços de exibição do produto cultural resultante de suas atividades.